# ريتشارد ريفيس (سياسي)
ريتشارد ريفيس (بالإنجليزية: Richard Reeves)‏ هو سياسي نيوزلندي، ولد في 1836 في جمهورية أيرلندا، وتوفي في 1 يونيو 1910 في نيلسون في نيوزيلندا. حزبياً، نشط في الحزب الليبيرالي النيوزيلندي. وقد انتخب عضو مجلس النواب النيوزيلندي.